# Scapozygocera ochreifrons
Scapozygocera ochreifrons là một loài bọ cánh cứng trong họ Cerambycidae.